# 알래스카 밀크 코퍼레이션
알래스카 밀크 코퍼레이션(영어: Alaska Milk Corporation)는 필리핀의 우유 기업이다.